# Farum Park
Le Farum Park est un stade de football danois situé à Farum.
Ce stade de 10 100 places accueille les matches à domicile du FC Nordsjælland, club évoluant dans le championnat du Danemark de football.